# Puerto Colombia
Puerto Colombia – miasto w Kolumbii, w departamencie Atlántico, nad Morzem Karaibskim.